# 17905 Kabtamu
17905 Kabtamu è un asteroide della fascia principale. Scoperto nel 1999, presenta un'orbita caratterizzata da un semiasse maggiore pari a 2,4398690 UA e da un'eccentricità di 0,1446777, inclinata di 2,70232° rispetto all'eclittica.